# Erik Testrup
Erik Mathias Hjalmar Gustafsson Testrup, född 14 september 1878 i Landskrona garnisonsförsamling, Malmöhus län, död 18 december 1972 i Högalids församling, Stockholms län, var en svensk generallöjtnant och riksdagsman. Han var son till överstelöjtnant Gustaf Testrup.

## Biografi
Testrup blev 1898 underlöjtnant vid Kronobergs regemente, 1902 löjtnant där och 1910 vid generalstaben, 1912 kapten där, 1917 vid Göta livgarde och 1919 major vid generalstaben. Han var 1922–1926 överstelöjtnant och chef för Krigshögskolan samt 1926–1929 överste och chef över Norra skånska infanteriregementet. År 1934 blev Testrup generalmajor och var överkommendant i Stockholm 1936–1943 samt chef för IV. arméfördelningen. År 1943 blev Testrup generallöjtnant. Han invaldes 1924 som ledamot av Krigsvetenskapsakademien.
År 1929 var han högerrepresentant (nationella partiet) i riksdagens första kammare i Stockholms kommuns valkrets efter att den tidigare mandatinnehavaren Carl Hederstierna avlidit i november 1928. Han hade i övrigt inga politiska uppdrag under sina karriär.
Testrup var en av de 54 grundande medlemmarna av Klubben Brunkeberg, bildad 1917. Han är begravd på Gamla kyrkogården i Strängnäs.

## Utmärkelser

### Svenska utmärkelser
- Konung Gustaf V:s jubileumsminnestecken med anledning av 90-årsdagen, 1948.[5]
- Kommendör med stora korset av Svärdsorden, 6 juni 1941.[6]
- Kommendör av första klassen av Svärdsorden, 22 november 1932.[7]
- Kommendör av andra klassen av Svärdsorden, 6 juni 1930.[8]
- Riddare av första klassen av Svärdsorden, 1919.[9]
- Kommendör av första klassen av Vasaorden, 16 juni 1933.[10]
- Riddare av första klassen av Vasaorden, 1916.[11]
- Riddare av Nordstjärneorden, 1923.[12]

### Utländska utmärkelser
- Andra klassen av Estniska Örnkorsets orden, tidigast 1931 och senast 1935.[13][14][15]
- Kommendör av första klassen av Finlands Vita Ros’ orden, tidigast 1931 och senast 1935.[13][14]
- Kommendör av andra klassen av Finlands Vita Ros’ orden, tidigast 1925 och senast 1928.[16][17]
- Riddare av första klassen av Finlands Vita Ros’ orden, tidigast 1918 och senast 1921.[18][19]
- Tyska örnens orden (med grad som på svenska angivits som Storofficer), 1942.[20][21]
- Kommendör av andra graden av Danska Dannebrogorden, tidigast 1931 och senast 1935.[13][14]
- Kommendör med svärd av Nederländska Oranien-Nassauorden, tidigast 1925 och senast 1928.[16][17]
- Kommendör av Norska Sankt Olavs orden, tidigast 1925 och senast 1928.[16][17]
- Kommendör av andra klass av Polska Polonia Restituta, tidigast 1931 och senast 1935.[13][14]
- Officer av Franska Hederslegionen, tidigast 1931 och senast 1935.[13][14]
- Riddare av Italienska Sankt Mauritius- och Lazarusorden, tidigast 1909 och senast 1915.[22][23]